# Acromyrmex subterraneus
Acromyrmex subterraneus är en myrart som först beskrevs av Auguste-Henri Forel 1893.  Acromyrmex subterraneus ingår i släktet Acromyrmex och familjen myror.

## Underarter
Arten delas in i följande underarter:
- A. s. brunneus
- A. s. molestans
- A. s. ogloblini
- A. s. peruvianus
- A. s. subterraneus

## Bildgalleri

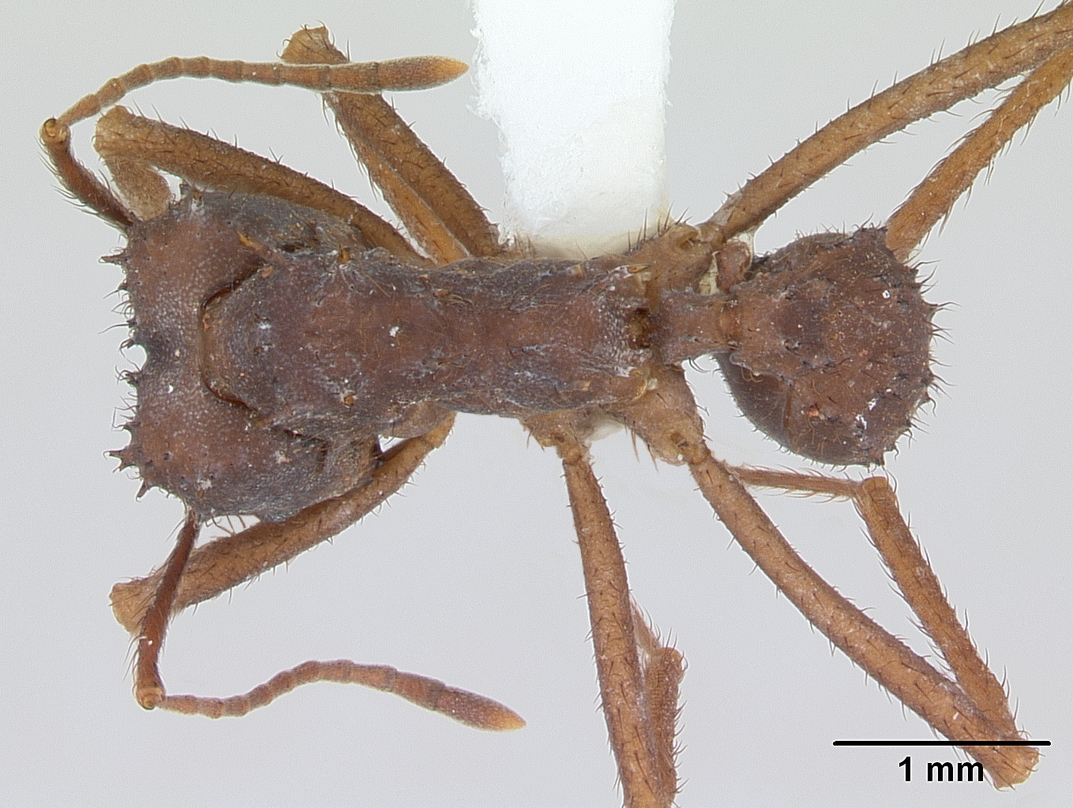
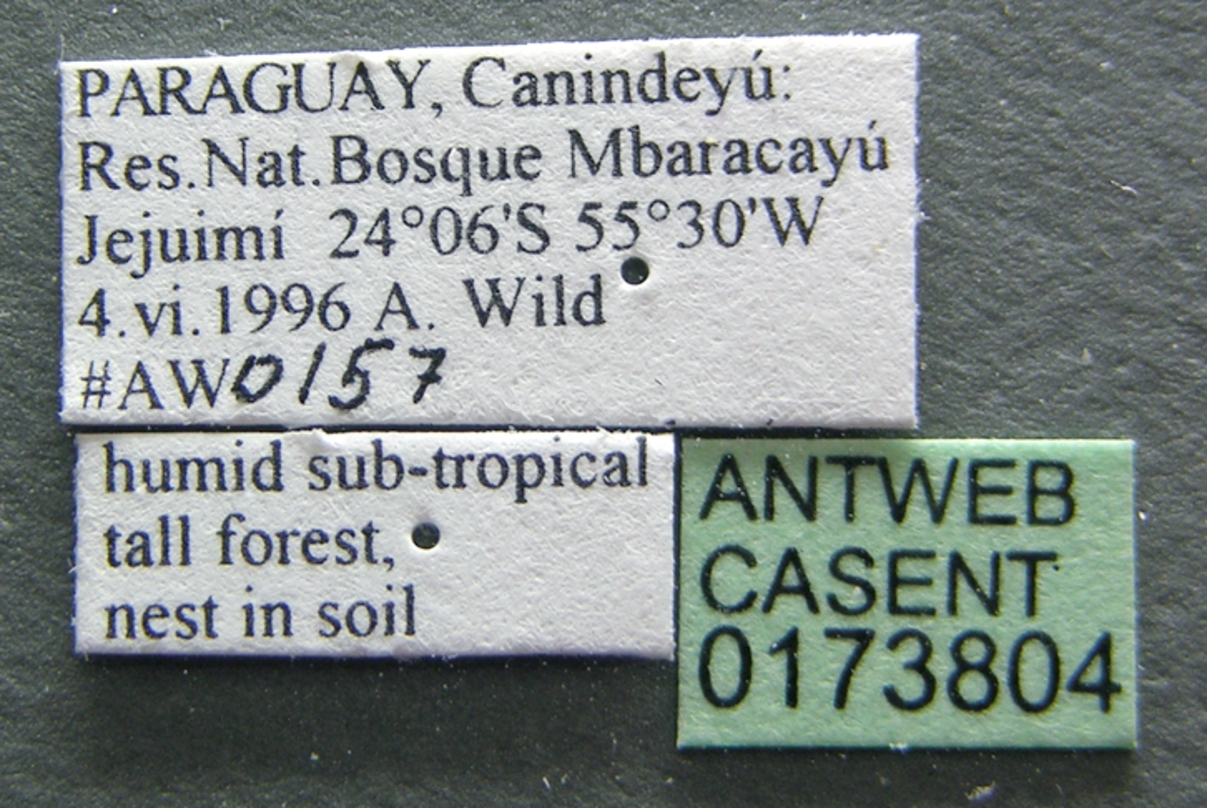
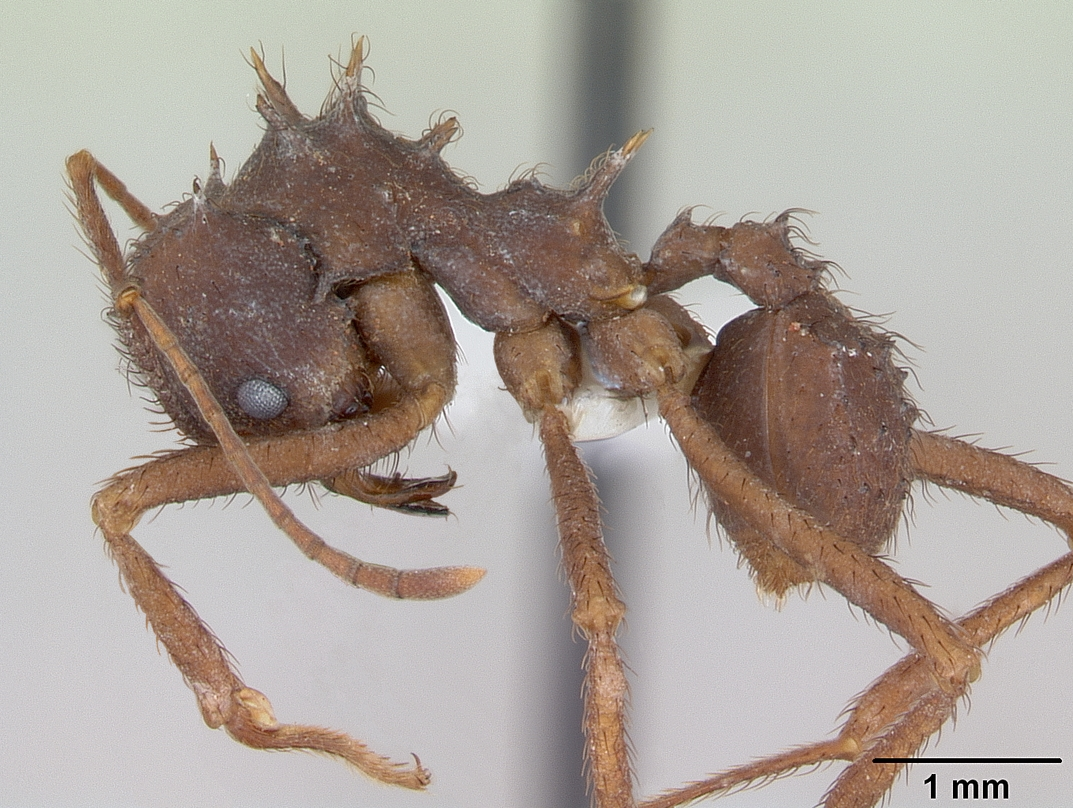
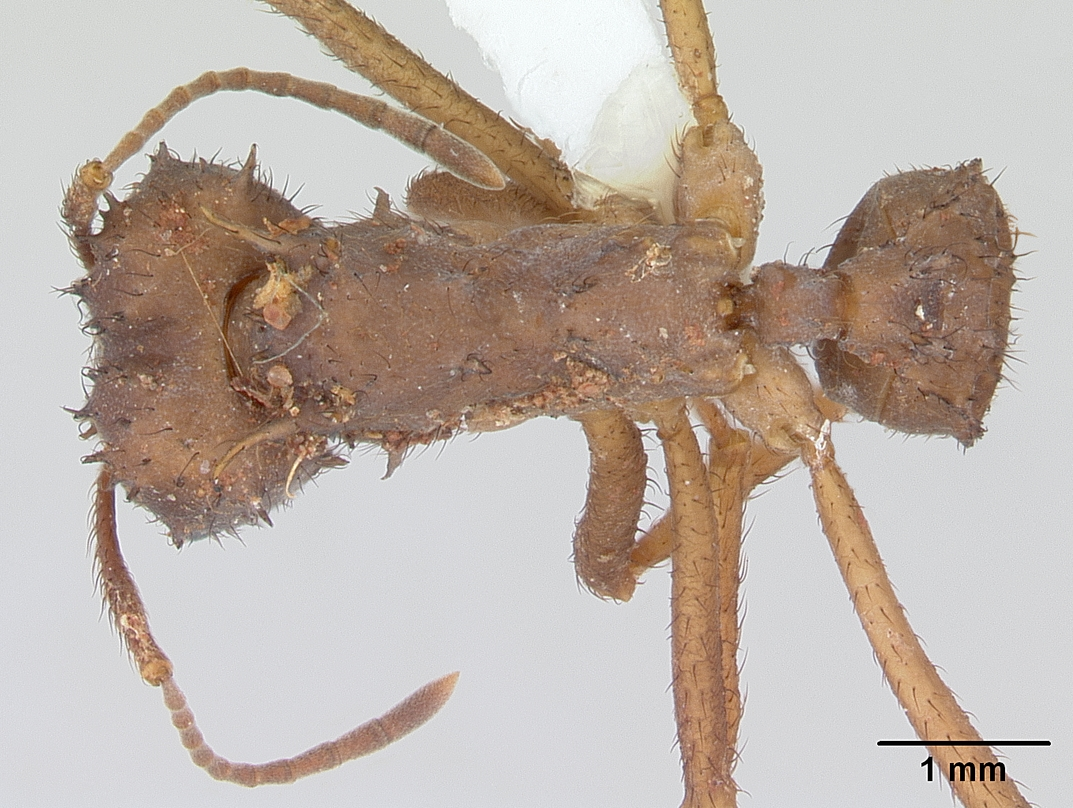
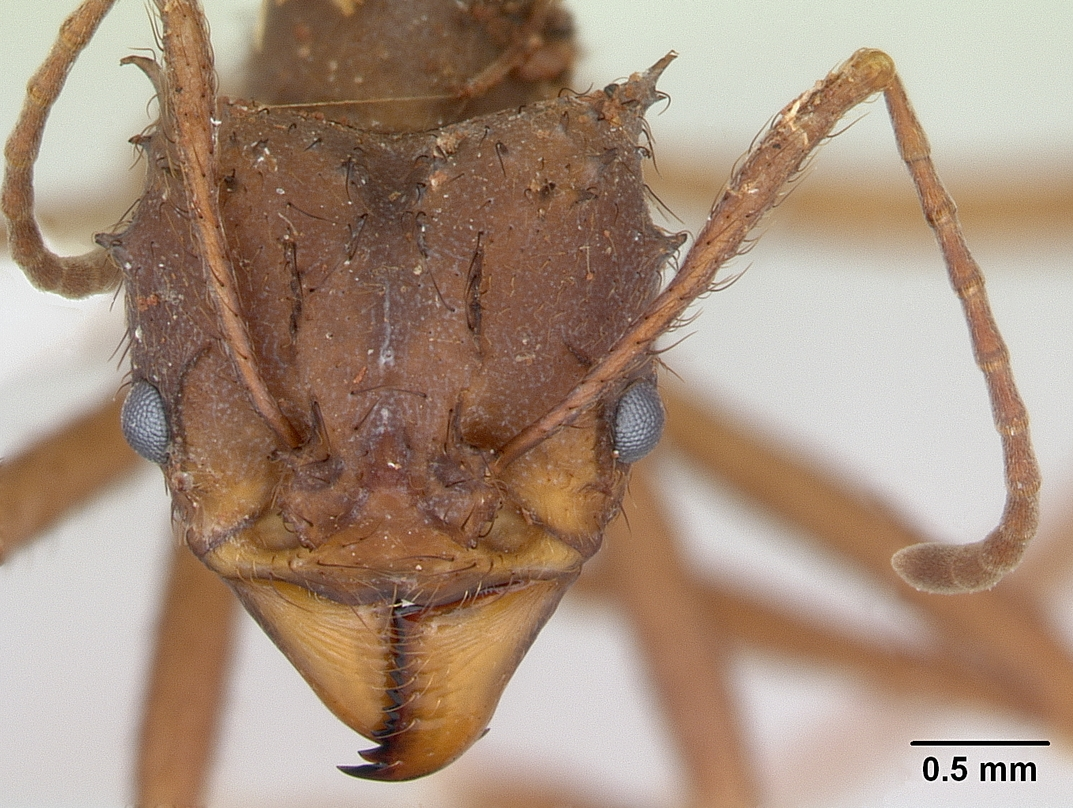
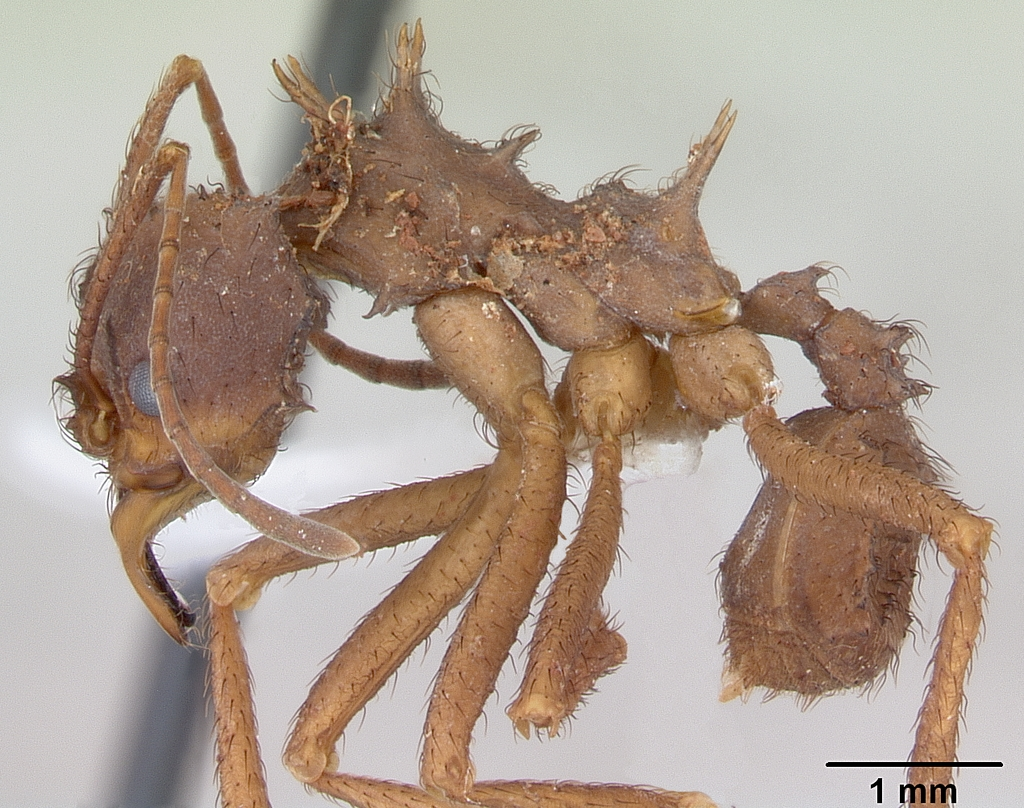